# Bryopsidales
Bryopsidales es un orden de algas verdes, perteneciente a la clase Ulvophyceae. Se caracterizan por poseer células generalmente filiformes pero que forman una maraña con una forma global bien definida originando algas de formas muy curiosas, segmentadas, laminares, en forma de copa, forma de balón o de arbusto. Una característica de estas algas es que están formadas por una sola célula, ya que no existen tabiques entre los núcleos que se sitúan dentro de estos filamentos. De esta forma tanto los núcleos como los orgánulos celulares pueden desplazarse a través del alga. Algunas de estas algas, como ciertas especies del género Caulerpa, pueden llegar a medir varios metros de longitud, sin embargo están formadas por una sola célula.
Estas algas se reproducen generalmente por fragmentación. No obstante, ante ciertas condiciones del medio toda el alga puede transformarse en millares de células biflageladas, proceso llamado holocarpia. Durante este proceso, un alga bien formada y completamente verde empieza a transformarse en células nadadoras y en unas cuantas horas no queda más que un esqueleto blanco de paredes celulares sin vida. Cuando estas células nadadoras contactan entre ellas se fusionan formando un cigoto que migra al fondo donde se fija a un sustrato y empieza a alargarse formando la única célula que originará al alga adulta.
El orden Bryopsidales se encuentra distribuido por todo el mundo, la mayor diversidad se encuentra entre las barreras de coral tropicales, abundando por ejemplo en el mar Caribe.